# Harley Bird
Harley Fiona Riley, mer känd som Harley Bird, född 13 december 2001 i Rochdale, Greater Manchester, är en engelsk skådespelare och röstskådespelare. Hon är mest känd för att från 2007 till 2020 ha gjort rösten till Greta i barnprogrammet Greta Gris. Den som numera innehar den rollen är en femårig walesisk skolflicka vid namn Elena Nicole "Bee" Brown-Smith.